# Götz Kozuszek
Götz Kozuszek (* 23. April 1907 in Berlin; † 31. Mai 1985 in Ellerdorf) war ein deutscher Dramaturg und Komponist.

## Leben
Götz Kozuszek studierte Musik in Berlin und schloss mit dem Kapellmeisterexamen ab. Neben seinem Musikstudium nahm er auch Unterricht in Dramaturgie an der Staatlichen Schule von Leopold Jessner. Da Götz Kozuszek vor größeren Ensembles unter Panikattacken und Krampfanfällen litt, konnte er den Beruf des Kapellmeisters nie ausüben. Musikalisch konzentrierte er sich daher auf das Komponieren. 1939 emigrierte Götz Kozuszek mit seiner jüdischen Frau nach England. Nach der Scheidung dort heiratete er Lucie Schachne, mit der er 1947 nach Berlin zurückkehrte. Dort arbeitete Götz Kozuszek zuerst als Redakteur bei kleineren Radiosendern, bevor er 1952 Dramaturg beim NWDR Hamburg wurde. 1960 wechselte er zum Fernsehen und wurde Dramaturg beim NDR  in der Sparte „Fernsehspiel“. In dieser Funktion verblieb er bis zu seiner Pensionierung 1972.
Einer breiteren Öffentlichkeit wurde Götz Kozuszek Anfang der 1960er Jahre bekannt, als er im September 1962 die Schauspielerin Helga Feddersen heiratete.

## Kompositionen (Auswahl)
- Concerto grosso op.11

## Hörspiele (Auswahl)
- 1955: Marcel Pagnol: Die Tochter des Brunnenmachers (Bearbeitung (Wort)) – Regie: Gustav Burmester (Hörspielbearbeitung – NWDR Hamburg)
- 1957: Michael Gilbert: Der Mann, der nicht schlafen konnte (6 Teile) (Übersetzung aus dem Englischen) – Regie: Hans Rosenhauer (Hörspielbearbeitung, Kriminalhörspiel – NDR)
- 1958: Samuel Beckett: All That Fall (Regie gemeinsam mit Donald McWhinnie) (Hörspiel – BBC)
- 1959: Dylan Thomas: Der Doktor und die Teufel (2 Teile) (Bearbeitung (Wort)) – Regie: Fritz Schröder-Jahn (Hörspielbearbeitung – NDR/SWF)

Quelle: ARD-Hörspieldatenbank